# Сипавка Андрій Олександрович
Андрі́й Олекса́ндрович Сипавка (13 червня 1980 м. Ужгород — 17 грудня 2017, смт Зайцеве, Бахмутський район Донецької області) — прапорщик Збройних сил України, учасник російсько-української війни, Почесний громадянин Ужгорода.

## Життєпис
Андрій Сипавка народився 13 червня 1980 року в Ужгороді.
Згодом офіційною адресою реєстрації був м. Чоп Закарпатської області, хоча він мешкав з родиною в Ужгороді.
14 травня 2016 року уклав контракт на проходження служби у Збройних силах України. Під час служби мав звання прапорщика і обіймав посаду командира відділення взводу управління командира артилерійського дивізіону 128-ї окремої гірсько-піхотної бригади.
За офіційною версією, Андрій Сипавка загинув 17 грудня 2017 року близько 22:40 внаслідок мінометного обстрілу із міномета калібру 120-мм по позиціям 128-ї окремої гірсько-піхотної бригади в районі селища міського типу Зайцеве Донецької області. Відбулося пряме влучання міни у бліндаж і знищила чавунну піч-буржуйку через що сталася пожежа. Разом з Андрієм загинув Тимофій Геніш. Також наводилися версії, що поруч була каністра з бензином, а загибель бійців могла бути небойовою.
Через загибель Андрія Сипавки та Тимофія Геніша 20 грудня 2017 року у Закарпатській області було оголошено Днем жалоби.
У зведенні про загибель Андрія Сипавки йшлося про трьох загиблих у цьому бліндажі військовиків. Проте, за інформацією видання «Новинарня», попри офіційні повідомлення про трьох загиблих, але один із них Володимир Портянко (сержант, командир відділення взводу управління командира артилерійського дивізіону цієї ж, 128-ї бригади) виявився живим і станом на середину січня 2018 року перебував у госпіталі на лікуванні від опіків у Чернігові під охороною Військової служби правопорядку України. Також журналістам стало відомо, що Володимир Портянко покинув позиції свого підрозділу, і через 2 тижні з'явився у Чернігові, де ходив зі зброєю. На середину січня 2018 року щодо Портянка велося слідство: його підозрювали у вбивстві Андрія Сипавки та Тимофія Геніша. Станом на кінець травня 2018 року досудове розслідування щодо Володимира Портянка тривало, а самі він продовжував службу в іншій бригаді Збройних сил України. Пізніше, дружина Андрія Сипавки в інтерв'ю говорила, що в її чоловіка був роздроблений череп.
Для ідентифікації тіла Андрія Сипавки проводилося дві експертизи ДНК. Лише через пів роки після смерті тіло військовика відділи для поховання.
Похований 24 травня 2018 року в Ужгороді на кладовищі Кальварія на Пагорбі Слави у закритій труні.
У Андрія Сипавки залишилися дружина Ольга, двоє синів 7 і 9 років, сестра та мати.

## Нагороди та вшанування
- Присвоєно звання «Почесний громадянин м. Ужгорода» (2018, посмертно)[9]
- Вшановується в меморіальному комплексі «Зала пам'яті», в щоденному ранковому церемоніалі 17 грудня[10]